# Cancellara
Cancellara (Cangeddàre in dialetto cancellarese) è un comune italiano di 1 118 abitanti della provincia di Potenza in Basilicata.

## Geografia fisica
Sorge a 680 m s.l.m. nella parte settentrionale della provincia. Nel territorio comunale di Cancellara, in località Bòfete, vi sono alcuni piccoli vulcanetti di fango.

## Storia

### Simboli
Lo stemma e il gonfalone sono stati concessi con decreto del presidente della Repubblica del 29 dicembre 1995.
Il gonfalone in uso è un drappo di bianco.

## Monumenti e luoghi d'interesse
Il territorio comunale di Cancellara conserva un cospicuo patrimonio culturale, diffuso nel centro storico e nelle contrade limitrofe. Importanti testimonianze raccontano la sua storia dal punto di vista archeologico, architettonico, artistico e produttivo. Di notevole pregio il castello di Cancellara, le chiese, le fontane monumentali in pietra, le porte di ingresso al borgo, i portali del settecento e dell'ottocento e in generale il centro storico, interamente realizzato in pietra nel corso dei secoli ed ancora quasi intatto.

### Architetture religiose

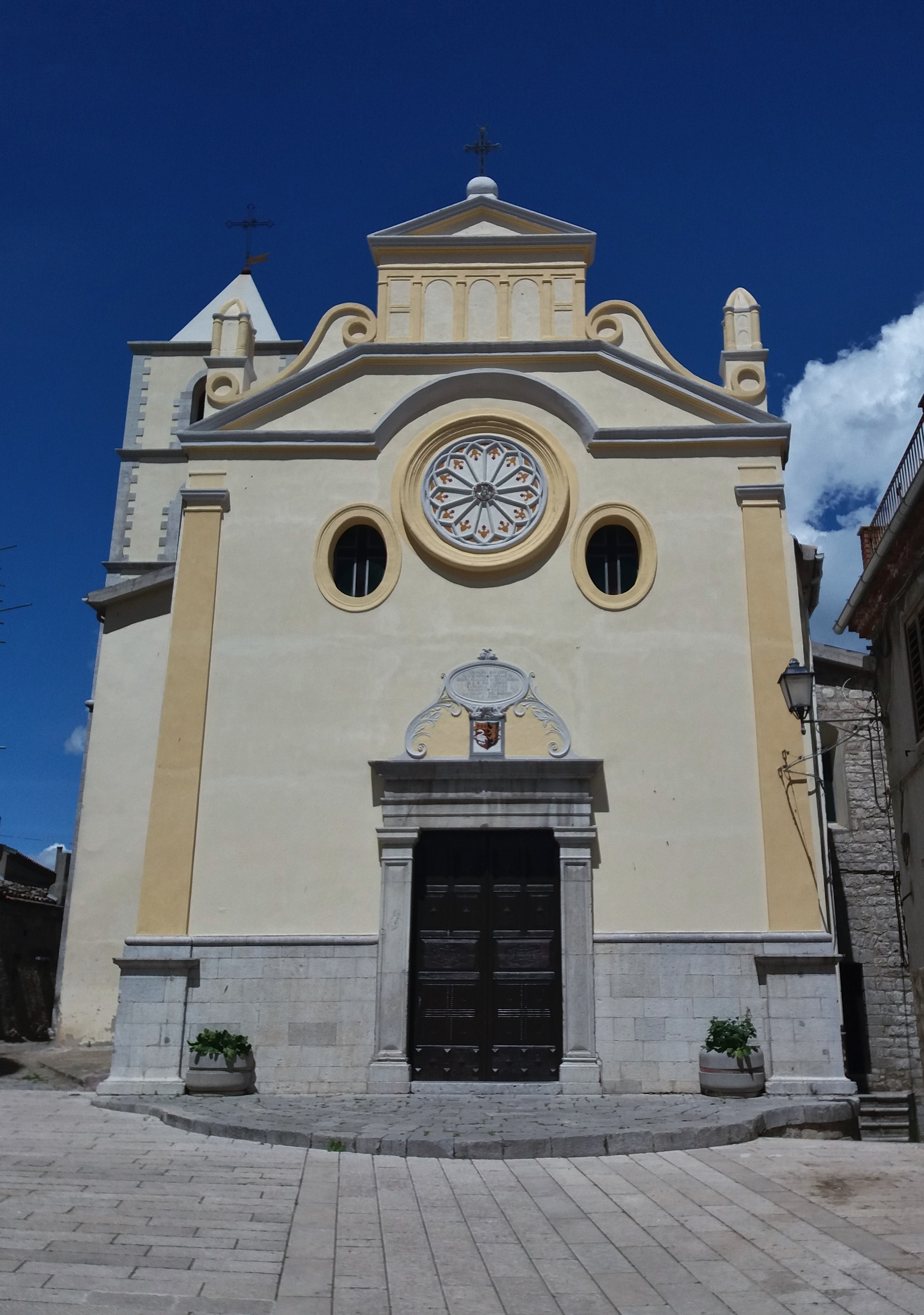
Chiesa Madre di Santa Maria del Carmine

- Chiesa Madre di Santa Maria del Carmine, costruita nel 1520.
- Chiesa di Santa Caterina di Alessandria
- Chiesa di San Rocco
- Chiesa e Convento della Santissima Annunziata

### Architetture civili
- Castello di Cancellara
- Portali del Settecento e Ottocento

### Siti archeologici
- Serra del Carpine

## Società

### Evoluzione demografica
Abitanti censiti

## Cultura

### Biblioteche
- Biblioteca "Don Giuseppe Libutti" fondata nel 1976.

### Cinema
Nel comune di Cancellara, sia nel centro storico, sia nel suo territorio, sono stati girati diversi documentari, cortometraggi o film:
- Documentario Ricordi di Pietra. Storie di memoria popolare (2017),[11] di Giovanni Salvatore, interamente girato a Cancellara, sul castello di Cancellara ed in particolare su ciò che questo luogo ha rappresentato e rappresenta per i cancellaresi. Raccoglie testimonianze dei protagonisti e racconta come la storia del castello, di origine medievale, intrecci quella della comunità che lo ha frequentato nel corso dei decenni;
- Road to Myself (2018), di Alessandro Piva, film breve sugli antichi cammini del sud Italia. Alcune scene sono state girate a Cancellara;
- Time perspectives (2019) di Ciro Sorrentino, film di fantascienza in lingua inglese;[12]
- Documentario Il pane e le baionette. I riciclanti di materiale bellico, una storia di ingegno e povertà, di necessità ed arte, raccontata in un documentario per la prima volta (2019),[13] di Mauro Vittorio Quattrina,[14] sul riutilizzo, a guerra finita (seconda guerra mondiale), di materiale bellico di risulta da parte di contadini, artigiani o bambini, per utilità o gioco. Alcune scene e testimonianze sono state girate a Cancellara coinvolgendo testimoni cancellaresi.

### Cucina
Si produce la salsiccia a catena di Cancellara, realizzata con carne di suino selezionata, sminuzzata e condita con sale, semi di finocchio, polvere di peperone essiccato ed eventualmente peperoncino; insaccata in un budello naturale di maiale ricavato dall’intestino tenue, che viene legato alle estremità con lo spago, ruotato in modo da ottenere la caratteristica forma a 3 o 4 anelli. La salsiccia a catena è inclusa nell'elenco nazionale dei Prodotti Agroalimentari Tradizionali (PAT) e in Arca del Gusto di Slow Food. Inoltre, Cancellara è fra i comuni compresi nella zona di produzione del Pecorino di Filiano DOP, e nel territorio si producono anche cereali, legumi e olio extravergine di oliva.